# Jan de Bakker

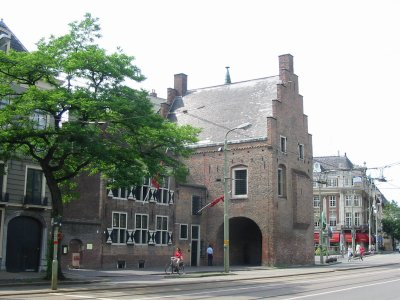
Gevangenpoort à La Haye, où Jan de Bakker a été incarcéré avant son exécution en 1525

Jan Jansz de Bakker van Woerden (nom latin : Johannes Pistorius Woerdensis; né en 1499 – mort le 15 septembre 1525), prêtre catholique gagné aux idées de la Réforme protestante, a été le premier ecclésiastique exécuté par  l’Inquisition dans les Pays-Bas du nord (futures Provinces-Unies) en raison de son adhésion au protestantisme.

## Biographie

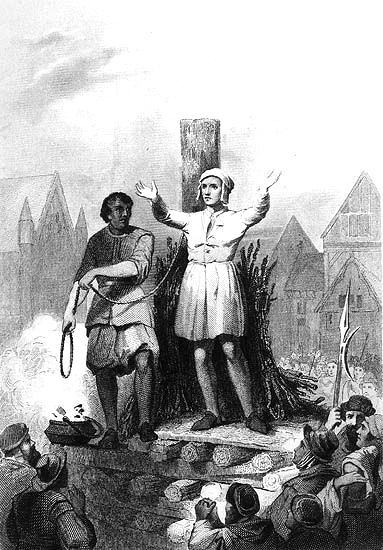
Jan de Bakker sur le bûcher

Le père de Jan de Bakker était diacre et sacristain à Woerden et aussi locataire de la briqueterie ; son nom de famille peut d'ailleurs avoir été dérivé de celui de cette profession. De Bakker a été l'élève de Johannes Rhodius (Hinne Rode), proviseur de l'école Saint-Jérôme à Utrecht, (École des Frères de la Vie Commune)  qui était un partisan du sacramentarisme. Les sacramentaristes néerlandais rejetaient les sacrements de l’Église Catholique et niaient que l'hostie consacrée à la messe soit le vrai corps et sang de Jésus-Christ. Ils taxaient en outre les indulgences et les pèlerinages d'idolâtrie, et critiquaient le faiblesse morale et l'inconduite du clergé. En 1520, Jan de Bakker fut rappelé par son père à Woerden ; ce dernier était - à juste titre - inquiet que certaines des idées de son fils, notoirement contraires à la doctrine de l'Église, puissent lui causer des ennuis avec les autorités. Jan de Bakker partit alors à l'Université de Louvain pour y compléter sa formation jusqu'en 1522.

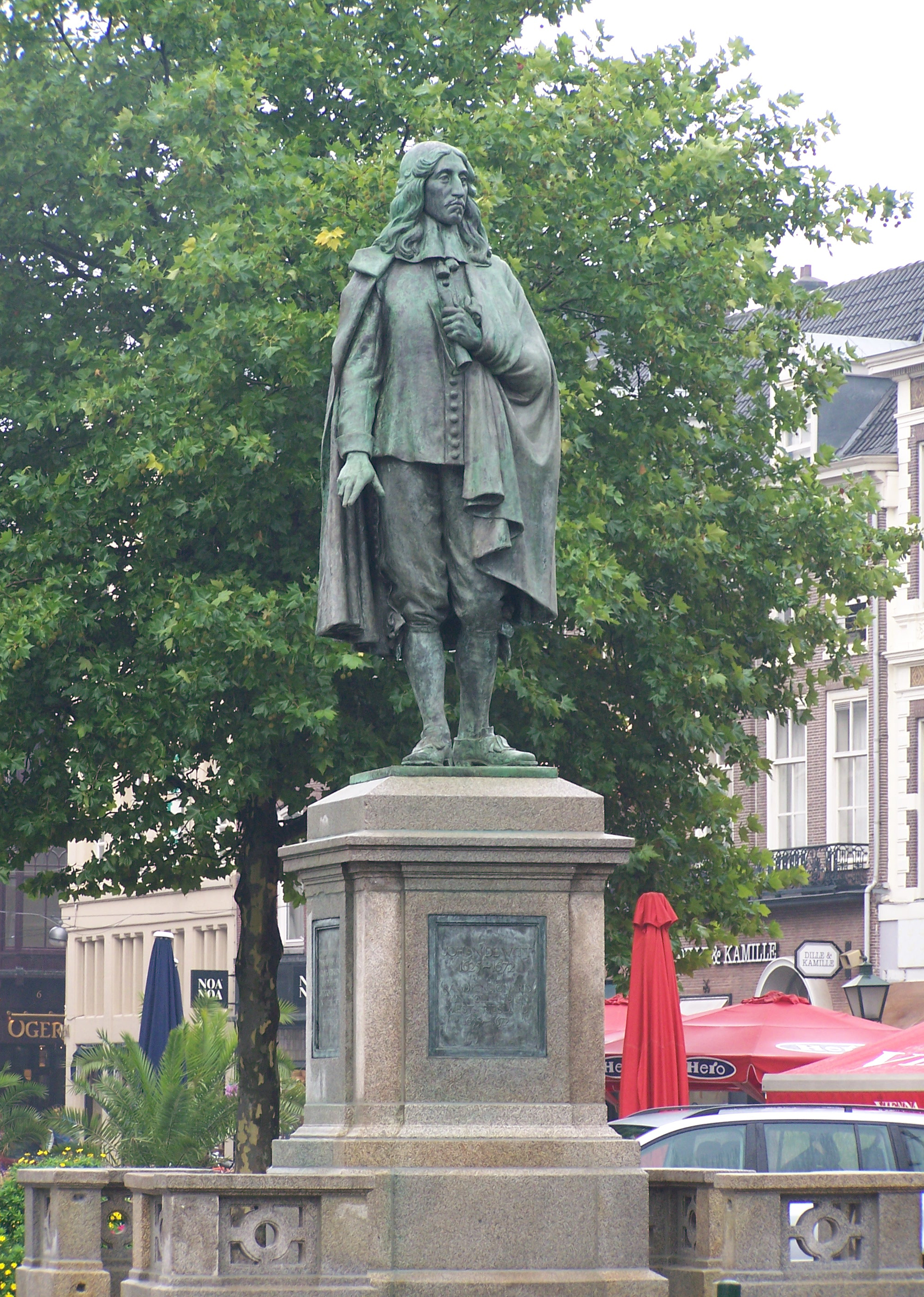
Statue de Johan de Witt à De Plaats à La Haye. Ses deux doigts point à l'endroit où il a été mis à mort en 1672. C'est aussi l'endroit où Jan de Bakker a été exécuté en 1525.

Jan de Bakker fut ordonné prêtre à Utrecht et revint aider son père diacre et sacristain à Woerden. Il commença alors à diffuser ses idées nouvelles, et en mai 1523, lui et un autre prêtre furent arrêtés par le lieutenant du roi. Ils furent libérés après un court emprisonnement et l'on pense qu'ils se sont ensuite tous les deux rendus à Wittenberg, mais il n'y a pas de trace d'une rencontre entre de Bakker et Martin Luther. Après son retour, de Bakker continua sa prédication et aggrava son conflit avec l'Église en se mariant, rompant ainsi son vœu de célibat.
Dans la nuit du 9 mai 1525, de Bakker fut arrêté et transféré à La Haye le lendemain pour y être jugé par l'Inquisition. Refusant d'abjurer, il fut défroqué et condamné à mort. Le 15 septembre 1525, il fut brûlé vif à la Haye. Sa veuve put sauver sa vie en abjurant toute idée similaire à celles de son mari, et fut conduite ensuite dans une abbaye pour le reste de sa vie.

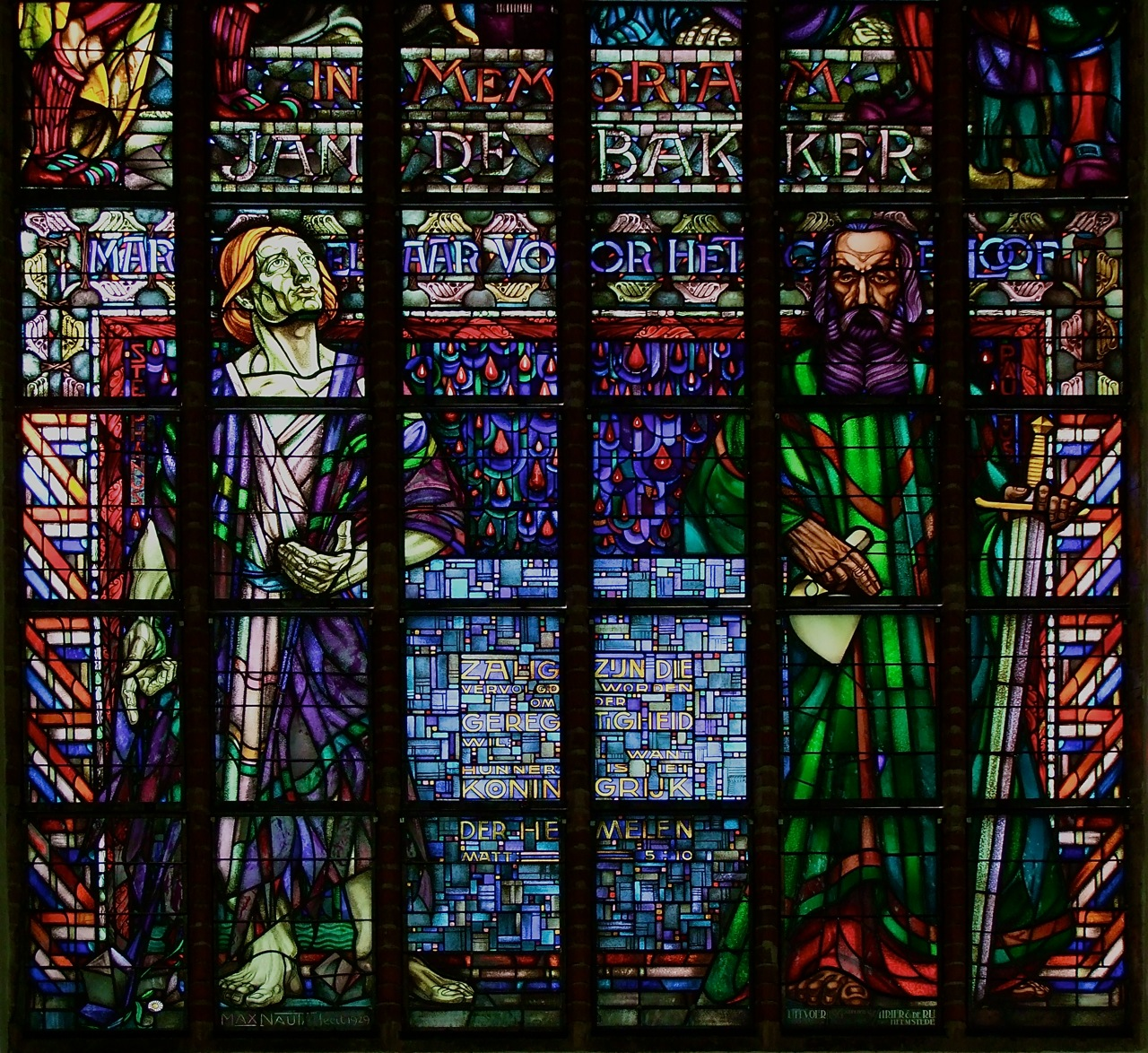
Vitrail à la mémoire de Jan de Bakker dans la Grande Église de la Haye.

## Mémoire et postérité
En 1853, les protestants néerlandais qui voulaient s'opposer au retour de la hiérarchie épiscopale catholique dans leur pays utilisèrent le slogan: "protestants, réveillez-vous, pensez à Jan de Bakker" ("Protestanten, weest nu wakker, want gedenk een Jan de Bakker!"). (Les catholiques avaient obtenu en 1795 l'égalité en droit avec les protestants et la loi de 1853 complétait leur émancipation.) 
A Woerden une rue a reçu le nom de Jan de Bakker. A La Haye, dans l'église Saint-Jacques dite aussi Grande église (St. Jacobskerk ou Grote kerk), un vitrail est consacré à Jan de Bakker. 
Le chant Carmen AntiThomaticon qui honore Jan de Bakker était un chant important pour les gueux révoltés en 1572 contre l'occupant espagnol ; il est encore chanté entre autres par les étudiants de l'Université libre d'Amsterdam.